# Mount Haslop
Mount Haslop ist ein 760 m hoher Berg im ostantarktischen Coatsland. In den Otter Highlands am westlichen Ausläufer der Shackleton Range ragt er 3 km südlich des Mount Lowe auf.
Teilnehmer der Commonwealth Trans-Antarctic Expedition (1955–1958) kartierten ihn 1957 erstmals. Namensgeber ist Leutnant Gordon Murray Halsop (1922–1961), der von 1956 bis 1958 zum Kontingent der Royal New Zealand Air Force bei dieser Expedition gehörte.